# LPGA Tour 1981
Navigation
Édition précédente Édition suivante
Le LPGA Tour 1981 est la trentième-deuxième édition du Ladies Professional Golf Association Tour (LPGA), circuit professionnel féminin de golf, qui se déroule du 29 janvier 1981 au 8 novembre 1981. Axé sur les États-Unis, le LPGA a entrepris la tenue de tournois hors du continent américain ces dernières saisons, ainsi cette saison voit des tournois programmés au Canada et au Japon. Cette trentième-deuxième édition de ce circuit permet de proposer un certain nombre de tournois professionnels destinés aux femmes en dehors des compétitions amateurs. La volonté de la professionnalisation des golfeuses leur permet désormais de gagner de l'argent en jouant au golf.
Cette saison comporte trente-six tournois, soit deux de moins qu'en 1980, auxquels sont insérées des dotations financières en fonction du résultat de la golfeuse. Trois de ces tournois sont considérés comme « tournoi majeur » - le Championnat de la LPGA, le Classique Peter Jackson et l'Open américain - et sont considérés comme les plus prestigieux et difficiles à remporter.
L'Américaine JoAnne Carner est désignée « Joueuse de l'année de la LPGA » (« Player of the Year ») pour la seconde fois de sa carrière après 1974, toutefois c'est Beth Daniel qui gagne le classement des gains remporté avec des gains de 206 975 $ en remportant deux victoires mais aucun tournoi majeur. Les trois tournois majeurs sont remportés par Donna Caponi-Young (Championnat de la LPGA), l'Australienne Jan Stephenson (Classique Peter Jackson) et Pat Bradley (Open américain). Enfin, le « Trophée Vare » récompensant la golfeuse ayant la moyenne de score la plus basse de la saison est remporté par JoAnne Carner pour la troisième fois après 1974 et 1975.

## Histoire
Pour l'organisation de cette trentième-deuxième édition, la majorité des tournois se disputent aux États-Unis mais deux tournois sont programmés hors des États-Unis. Comme la saison précédente, le LPGA décide d'organiser des tournois hors des frontières des États-Unis avec la tenue de tournois programmés au Canada et au Japon. La majorité des joueuses sont des golfeuses principalement américaines professionnelles et amateures mais la LPGA intègre quelques années des golfeuses étrangères. Le calendrier établi fait débuter la saison par le Championnat Whirlpool de Deer Creek en Floride remporté par Sandra Palmer. Au cours de cette saison, bien que la majorité des tournois ont été remportés par des golfeuses américaines professionnelles, de nombreuses golfeuses non-américaines remportent des tournois : la Sud-Africaine Sally Little (trois victoires), l'Australienne Jan Stephenson (trios victoires) et la Canadienne Sandra Post.
L'Américaine JoAnne Carner est désignée « Joueuse de l'année de la LPGA » (« Player of the Year ») pour la seconde fois de sa carrière après 1974, toutefois c'est Beth Daniel qui gagne le classement des gains remporté avec des gains de 206 975 $ en remportant deux victoires mais aucun tournoi majeur. Les trois tournois majeurs sont remportés par Donna Caponi-Young (Championnat de la LPGA), l'Australienne Jan Stephenson (Classique Peter Jackson) et Pat Bradley (Open américain).

## Participantes à la saison LPGA 1981
Les participantes ont deux statuts. Certaines sont devenues professionnelles, et pour certaines avant la création de ce circuit, mais de nombreuses amateures prennent également part aux tournois sans toutefois pouvoir recevoir le montant des gains en raison de leur statut.
| Participantes      | Participantes    | Participantes    | Participantes    | Participantes    |
| Professionnelles   | Professionnelles | Professionnelles | Professionnelles | Professionnelles |
| ------------------ | ---------------- | ---------------- | ---------------- | ---------------- |
| Amy Alcott         | Janet Alex       | Jane Blalock     | Pat Bradley      | Jerilyn Britz    |
| Donna Caponi-Young | JoAnne Carner    | Judy Clark       | Beth Daniel      | Marlene Floyd    |
| Lori Garbacz       | Dot Germain      | Shelley Hamlin   | Martha Hansen    | Patty Hayes      |
| Sandra Haynie      | Carolyn Hill     | Cindy Hill       | Kathy Hite       | Betsy King       |
| Bonnie Lauer       | Sally Little     | Nancy Lopez      | Debbie Massey    | Susie McAllister |
| Pat Meyers         | Alice Miller     | Martha Nause     | Kyle O’Brien     | Sandra Palmer    |
| Sandra Post        | Kathy Postlewait | Penny Pulz       | Cathy Reynolds   | Alice Ritzman    |
| Amelia Rorer       | Alison Sheard    | Patty Sheehan    | Cathy Sherk      | Beth Solomon     |
| Hollis Stacy       | Julie Stanger    | Jan Stephenson   | Myra VanHoose    | Jo Ann Washam    |
| Kathy Whitworth    |                  |                  |                  |                  |
| Amateures          |                  |                  |                  |                  |
| Patti Rizzo        |                  |                  |                  |                  |

## Classements saison 1981

### Tableau des gains («Money list»)
Le tableau ci-dessous est le classement des golfeuses par gains obtenus sur cette saison 1981. Le classement par gains est remporté par Beth Daniel avec 206 975 $ remportés.
| Cla. | Golfeuses          | Gains     | Victoires |
| ---- | ------------------ | --------- | --------- |
| 1    | Beth Daniel        | 206 975 $ |           |
| 2    | JoAnne Carner      | 198 246 $ |           |
| 3    | Pat Bradley        | 197 047 $ |           |
| 4    | Donna Caponi-Young | 193 913 $ |           |
| 5    | Jan Stephenson     | 180 524 $ |           |
| 6    | Nancy Lopez        | 165 675 $ |           |
| 7    | Amy Alcott         | 149 087 $ |           |
| 8    | Sally Little       | 142 249 $ |           |
| 9    | Hollis Stacy       | 138 904 $ |           |
| 10   | Kathy Whitworth    | 134 934 $ |           |
| 11   | Patty Sheehan      | 118 458 $ |           |
| 12   | Sandra Haynie      | 94 120 $  |           |
| 13   | Jane Blalock       | 88 556 $  |           |
| 14   | Debbie Austin      | 72 878 $  |           |
| 15   | Sandra Post        | 71 187 $  |           |

### Trophée Vare («Vare Trophy»)
Le tableau ci-dessous est le classement des golfeuses par scores les plus bas sur cette saison 1981.
| Cla. | Golfeuses     | Moyenne |
| ---- | ------------- | ------- |
| 1    | JoAnne Carner |         |